# Llista de personatges de Genji Monogatari
Llista de personatges de la novel·la Genji Monogatari, obra clàssica de la literatura japonesa atribuïda a l'escriptora japonesa Murasaki Shikibu.

## Personatges

### 1a part
- Genji
- Kiritsubo Lady
- Kiritsubo Emperor
- Suzaku
- Kokiden Lady
- Fujitsubo
- Omyōbu
- Minister of the Left
- Minister of the Right
- Tō no Chūjō
- Aoi (Lady Aoi/Aoi no Ue)
- Ki no Kami
- Iyo no Suke
- Utsusemi
- Chūjō
- Kogimi
- Nokiba no Ogi
- Koremitsu
- Yūgao
- Ukon
- Lady Rokujō
- Murasaki
- Shōnagon
- Kitayama no Amagimi
- Prince Hyōbu
- Elderly Lady (ja: 源典侍 Gen-no-tenji）
- Hitachi Princess
- Lady Akashi
- Tamakazura

### 2a part
- Kashiwagi
- Onna san no miya

### 3a part
- Kaoru
- Nio no miya
- Ukifune